# بوغسلاف كازماريك
بوغسلاف كازماريك (بالبولندية: Bogusław Kaczmarek)‏ هو مدرب كرة قدم ولاعب كرة قدم بولندي في مركز الدفاع، ولد في 6 مارس 1950 في وودج في بولندا. لعب مع ليخيا غدانسك.